# Пепельный макрурус
 Пепельный макрурус, или пепельный долгохвост, или серый долгохвост (лат.  Coryphaenoides cinereus) — вид морских лучепёрых рыб из семейства долгохвостовых отряда трескообразных. Распространены в северной части Тихого океана.

## Описание
Тело удлинённое, сужается к хвостовой части до тонкой нити, покрыто мелкой легкоопадающей циклоидной чешуёй, каждая чешуйка с 3—10 параллельными гребневидными рядами из острых шипиков. От середины основания первого спинного плавника до боковой линии 8 рядов чешуи. Голова большая, её длина составляет 17—25 % от длины тела. Голова полностью покрыта чешуёй, за исключением переднего края и нижней части рыла, межглазничного пространства, жаберных крышек и гулярной пластинки. Рыло короткое и заострённое, на его вершине рыла широкий колючий щиток. Рыло выступает над нижней челюстью, его длина равна межглазничному промежутку. Подбородочный усик очень маленький, его длина составляет 2—8 % от длины головы. Зубы на обеих челюстях мелкие, щетинковидные, расположены в несколько рядов, во внешних рядах не увеличены. В жаберной перепонке 6 лучей. На внутренней стороне первой жаберной дуги 9—13 жаберных тычинок. Глаз большой, его диаметр 25—34 % длины головы.
Первый спинной плавник высокий с коротким основанием и с двумя колючими лучами, один из которых трудноразличимый, а второй хорошо развит и имеет зазубренные края. В первом спинном плавнике 10—12 мягких лучей. Расстояние между первым и вторым спинным плавником небольшое, составляет 15—22 % от длины головы. Второй спинной и анальный плавники длинные и низкие, продолжаются на хвостовую часть тела. Во втором спинном плавнике 122 мягких луча, а в анальном 94 мягких луча. Длина грудных плавников составляет 64-93 % длины головы, а длина брюшных —-62—-12 % длины головы. В грудных плавниках 18—23 мягких луча. Брюшные плавники с 8—10 лучами расположены на брюхе под грудными плавниками, первый луч значительно удлинён. Хвостовой плавник отсутствует. Брюхо короткое. Анальное отверстие расположено непосредственно перед началом анального плавника. Коротких пилорических придатков 5—7.
Максимальная длина тела 66 см, обычно около 45 см, масса тела — до 550 г.

## Биология
Морские глубоководные рыбы. Обитают в придонных слоях воды на глубине от 150 до 3500 м, обычно 500—1200 м, при температуре от 0°С до 4°С; встречаются также в толще воды. Весной распределяются в более широком диапазоне глубин. Молодь пелагическая, и лишь в возрасте 2—3 года при длине тела более 25 см опускается ко дну. Максимальная продолжительность жизни 13 лет.

### Размножение
Впервые созревают в возрасте 3 лет при длине тела 28 см, 50 % особей становятся половозрелыми при длине тела более 32 см. Нерестятся круглогодично, с максимумом зимой и весной при температуре 1,9—9,5 °С. Плодовитость варьируется от 3,4 до 17,4 тысяч икринок. Икра пелагическая.

### Питание
В состав рациона взрослых особей входят как пелагические, так и донные организмы: полихеты, бокоплавы, кальмары, осьминоги, креветки, и рыбы (миктофовые и батилаговые).

## Ареал
Распространены в северной части Тихого океана от тихоокеанского побережья острова Хонсю, в Охотском море, у Курильских островов и западного побережья Камчатки до Наваринского каньона, у Командорских и Алеутских островов и далее на юг вдоль побережья Аляски, Канады, западных штатов США до Орегона.

## Промысловое значение
Специализированный промысел не ведётся. Попадаются в качестве прилова при промысле других макрурусов. Ловят донными и разноглубинными тралами. Запасы недоиспользуются. Из-за небольших размеров практически не используются на пищевые цели. Могут идти на производство рыбной муки. На пищевые цели может использоваться печень и икра.